# Суньер I (граф Барселоны)
Сунье́р I (исп. Suñer I, кат. Sunyer I; умер 15 октября 950) — граф Барселоны, Жероны и Осоны в 911—947 годах, представитель Барселонской династии.

## Биография

### Ранние годы
Суньер I был самым младшим из сыновей графа Вифреда I Волосатого. После того как его братья произвели между собой раздел владений своего отца, Суньер, который, вероятно, в это время был ещё ребёнком, не получил ни одного из многочисленных графств, принадлежавших его отцу. Оставшись в Барселоне со своим старшим братом Вифредом II Боррелем, он, по сообщениям некоторых средневековых хроник, достигнув совершеннолетия, стал его соправителем, и когда Вифред II 26 апреля 911 года умер, не оставив наследников мужского пола, Суньер I наследовал ему в графствах Барселона, Жерона и Осона.
В первый же год правления у Суньера I произошло столкновение с его старшим братом, графом Сердани Миро II Младшим, объявившим по праву старшинства о своём праве на Барселону. Однако Суньеру удалось отстоять своё право на наследство Вифреда II Борреля, хотя за отказ от претензий на Барселону он должен был передать Миро округ Рипольес, входивший в графство Осона.

### Внешняя политика
Граф Суньер I был первым графом Барселоны, который вёл наступательные действия против мавров, в то время как предыдущие графы Барселоны ограничивались лишь защитой своих владений от нападений мусульман. С самого начала правления граф Барселоны вступил в союз с мусульманскими мятежниками, бунтовавшими против правителей Лериды и Таррагоны. В ответ вали Лериды Мухаммад ал-Тавиль в 912 году совершил нападение на владения Суньера I, разбил войско графа в бою около города Таррега и захватил некоторые из барселонских областей. В октябре 913 года граф Барселоны во главе большого войска уже сам вторгся во владения ал-Тавиля. Во время отражения нападения барселонцев вали Лериды погиб в сражении под стенами своего города, а Суньер II возвратил себе все земли, потерянные в 912 году.
Вскоре после этого граф Суньер I вступил в новый конфликт со своим старшим братом, графом Сердани Миро II Младшим. Причиной спора послужили притязания обоих графов на наследство их дяди, графа Бесалу Радульфо, умершего в период между 913 и 920 годом. После смерти дяди Суньер, которого некоторые исторические хроники называли наследником Радульфо, присоединил графство Бесалу в качестве области (pagus) к графству Жерона, что вызвало недовольство графа Миро. Конфликт разрешился заключением соглашения, по которому Суньер I отказывался от претензий на власть над Бесалу в пользу Миро, а тот отказывался от любых притязаний на графство Барселона, на которое он имел право как старший из живших в это время сыновей Вифреда I Волосатого. Вероятно, условия соглашения не вполне устраивали графа Суньер, так как после смерти Миро II Младшего в 927 году граф Барселоны, претендуя на опеку над малолетними сыновьями умершего графа, Сунифредом II и Вифредом II, неудачно пытался восстановить свою власть над графством Бесалу.
Исторические хроники описывают графа Суньера I как человека вспыльчивого и честолюбивого. Желая возвратить под свою власть все владения монастыря Сан-Хуан-де-лас-Абадесас, которые были переданы тому его предшественниками, Суньер в 935 году попытался сделать это силой. Но аббатиса монастыря, его тетка Эмма, обратилась за помощью к графу Сердани Сунифреду II и графу Бесалу Вифреду II, которые отстояли владения монастыря от посягательств Суньера I.
В 936—937 годах граф Суньер совершил новый большой поход в земли мавров: двигаясь вдоль средиземноморского побережья, он разбил войско мавров у Таррагоны, взял дань с неё и с Тортосы, разорил все земли вплоть до Валенсии, взял и разграбил этот город, убив здесь многих знатных горожан, в том числе кади города. Только выступление навстречу войску христиан мусульманского военачальника Ахмада ибн Мухаммада Ибн Илйаса, осаждавшего до этого Сарагосу, заставило Суньера I повернуть обратно. В результате Таррагона, оставшаяся без правителя, 8 лет не подчинялась ни одному из мусульманских правителей, став, по словам хроник, «ничейной землёй». Тортоса, вероятно, до самого конца правления графа Суньер выплачивала ему дань, что подтверждает хартия 945 года, в которой Суньер передал десятую часть дани с Тортосы на строительство церкви в Барселоне.
Одновременно Суньер I поддерживал добрососедские отношения с халифом Кордовы Абд ар-Рахманом III, так как враги графа Барселоны, с которыми он вёл войны, постоянно бунтовали против халифа. Однако в 940 году у графа Барселоны произошёл конфликт и с Абд ар-Рахманом III: узнав, что Суньер I заключил торговый договор с королём Наварры Гарсией I Санчесом, врагом Кордовского халифата, и намерен выдать замуж за него свою дочь, Абд ар-Рахман послал к Барселоне большой флот, который вынудил графа Суньера, под угрозой захвата города, разорвать все отношения с Наваррой.

### Внутренняя политика

Каталонские графства в IX—XII веках

В управлении своими владениями граф Суньер I продолжал политику заселения свободных земель. В 921 году он на собственные деньги выкупил земли вокруг современного города Мойа и заселил их, а в 929 году заселил район Пенедес на границе с владениями мусульман, а также Олердолу. Несмотря на конфликт с монастырём Сан-Хуан-де-лас-Абадесас, Суньер I был очень благочестивым человеком, оказывая значительное покровительство церквям и монастырям, находившимся в его владениях, предоставляя им земельные и денежные дарения.

### Поздние годы и смерть
В 943 году неожиданно умер любимый сын графа Суньера I, Эрменогол Осонский. Местом его смерти названо местечко Балтарге в графстве Сердань, что, вероятно, говорит о новом военном конфликте графа Барселоны и графа Сунифреда II Серданского.
Сильно опечаленный смертью любимого сына, граф Суньер I в 947 году отрёкся от престола, передав свои владения сыновьям Боррелю II и Миро. После этого Суньер ушёл в монастырь Сан-Пере-де-Родес, где постригся в монахи. Находясь в монастыре, он продолжал оставаться собственником большого числа поместий, из которых несколько он, уже являясь монахом, передал в дар монастырям и епархиям, находившимся в его бывших владениях. Суньер скончался 15 октября 950 года и был похоронен в монастыре Санта-Мария-де-Риполь. Некоторые историки, опираясь на наличие хартии, датированной 30 июня 953 года и содержащей подпись Суньер, датируют его смерть 15 октября 954 года. Однако достоверность этой хартии вызывает серьёзные сомнения и большинство современных историков считают, что Суньер скончался в 950 году, как об этом сообщают «Деяния графов Барселонских».

## Брак и дети
Граф Суньер I был женат два раза. Первой его женой (с 914) была Аймильда (умерла ранее 920). В этом браке родилась дочь Гидинильда (915—960), жена Гуго Комборнского, сеньора Керси. Второй женой (с 917/925) Суньер была Рихильда, дочь графа Руэрга Эрменгола. Детьми от этого брака были:
- Боррель II (умер 30 сентября 992/993) — граф Барселоны, Жероны и Осоны (947—992/993), граф Урхеля (948—992/993)
- Эрменгол I (погиб 21 августа 943) — граф Осоны
- Миро (умер 31 октября 966) — граф Барселоны, Жероны и Осоны (947—966), граф Урхеля (948—966)
- Аделаида[кат.] (Бонафилия) (май 928—после 11 марта 988) — жена графа Урхеля Сунифреда II, затем (в 949—955) аббатиса монастыря Сан-Хуан-де-лас-Абадесас (Сан-Хуан-де-Риполь)
- Йосфредо (умер после 9 апреля 986).